# Problepsis herbuloti
Problepsis herbuloti är en fjärilsart som beskrevs av Pierre E.L. Viette 1968. Problepsis herbuloti ingår i släktet Problepsis och familjen mätare. Inga underarter finns listade i Catalogue of Life.